# People for Cinema
People for Cinema était une plateforme de financement participatif de cinéma. La société, par le biais de son site internet, permettait aux internautes de participer aux budget de distribution de films, quelques mois avant leur sortie en salle, et de bénéficier de retours financiers. Depuis sa création, le site a levé plus de 2 000 000 €, sur une quarantaine de films.

## Historique
La société a été créée en novembre 2009 par Serge Hayat, cofondateur et Président des Soficas Cinémage 1 à 13, et Simon Istolainen, fondateur et ancien directeur général du label participatif MyMajorCompany.
Début 2012, le site établit un record dans le financement participatif de cinéma en France, levant 218 000 € sur un unique projet : le film Les Infidèles.
Devant la difficulté d'établir des contrats avec les distributeurs, People for Cinema ne propose plus de films depuis fin 2012 et s'est rapproché d'Ulule pour lancer en avril 2013 une nouvelle offre, appelée Premier Cercle. Ce nouveau modèle de financement participatif se distingue du précédent par le fait que les contreparties ne sont plus financières.

## Fonctionnement
People for Cinema collabore avec la majorité des distributeurs français : EuropaCorp, Studiocanal, SND, Disney, Mars Films, Wild Bunch, Rezo Films, Chrysalis, Le Pacte. Le site finance 2 à 10 % des budgets de distribution des films par les contributions des internautes allant de 20 à 3 000 €. Les internautes sont ensuite rémunérés en fonction des entrées en salles du film, pouvant gagner jusqu'à près de trois fois leur mise, pour Les Émotifs anonymes par exemple. En plus de retour financier, les miseurs reçoivent des avantages et des cadeaux, comme des invitations pour des avant-premières ou des DVD.
Le catalogue de films People for Cinema se caractérise par la grande variété d’œuvres qui le composent, faisant la part belle aux comédies françaises, mais proposant également des films d'auteurs, des documentaires ou des blockbusters américains.

## Liste des films financés par les internautes
- Le Siffleur
- Brothers
- Enter the Void
- Dog Pound
- Les Petits Ruisseaux
- L'Âge de raison
- The Killer Inside Me
- Le Bruit des glaçons
- Mon pote
- Nowhere Boy
- Le Président
- Les Émotifs anonymes
- L'Avocat
- Une pure affaire
- Pollen
- Les Yeux de sa mère
- Pirates des Caraïbes
- Itinéraire bis
- Habemus papam
- Le Skylab
- Polisse
- Poulet aux prunes
- Toutes nos envies
- La Femme du Vème
- Catfish
- Albert Nobbs
- Quand je serai petit
- La Délicatesse
- Dans la tourmente
- Underworld : Nouvelle Ère
- Ghost Rider 2 : L'Esprit de vengeance
- Aux yeux de tous
- Radiostars
- Les Infidèles
- Two Days in New York
- 7 jours à La Havane
- Arrête de pleurer Pénélope
- Paris-Manhattan
- Les Kaïra
- Superstar
- Ce que le jour doit à la nuit
- Les Saveurs du palais
- Reality